# Scott Morrison
Scott John Morrison (angleška izgovorjava /ˈmɒrɪsən/), avstralski politik; * 13. maj 1968, Waverley, Novi Južni Wales, Avstralija. 
Morrison je avstralski politik in nekdanji predsednik vlade Avstralije. Funkcijo je prevzel avgusta 2018 po izvolitvi za vodjo liberalne stranke in nato vodil koalicijo do zmage na volitvah 2019.

## Življenjepis
Morrison se je rodil v Sydneyju, študiral pa je ekonomsko geografijo na Univerzi v Novem Južnem Walesu. Med letoma 1998 in 2000 je delal kot direktor novozelandske pisarne za turizem in šport, med letoma 2004 in 2006 pa je bil generalni direktor za turizem v Avstraliji. V vmesnem obdobju (2000-2004) je deloval tudi kot direktor Liberalne stranke Novega Južnega Walesa. V predstavniški dom je bil prvič izvoljen na volitvah leta 2007 in bil hitro imenovan v Shadowo vlado.
Po zmagi koalicije na volitvah leta 2013 je bil Morrison imenovan za ministra za priseljevanje in zaščito meja v vladi Abbotta, kjer je bil odgovoren za izvajanje operacije Suverene meje. Naslednje leto je po rekonstrukciji vlade postal minister za socialne storitve. Septembra 2015 je bil ob menjavi premierja povišan v vlogo blagajnika.
Avgusta 2018 je minister za notranje zadeve Peter Dutton neuspešno izzval Turnbulla za vodjo liberalne stranke. Napetost se je po volitvah nadaljevala in stranka je 24. avgusta o vodstvu glasovala ponovno, Turnbull pa se je odločil, da ne bo kandidiral. Morrison je bil ob tem deklariran kot kompromisni kandidat; premagal je Duttona in zunanjo ministrico Julie Bishop in postal vodja liberalne stranke. Še istega dne je pred generalnim guvernerjem prisegel kot premier.
Morrison je še naprej vodil koalicijo do zmage na volitvah 2019. Često je bil kritiziran zaradi njegovih potez ob požarih v Avstraliji med letoma 2019 in 2020 in ob obtožb o posilstvu v parlamentu leta 2021. Na parlamentarnih volitvah leta 2022 je zmago slavila laburistična stranka. Morrisonov mandat se je zaključil 23. maja 2022.